# The Guy for This
"The Guy for This" é o terceiro episódio da quinta temporada da série de televisão norte-americana de drama Better Call Saul, derivada de Breaking Bad, e o quadragésimo terceiro da série em geral. Foi dirigido por Michael Morris e teve o seu roteiro escrito por Ann Cherkins. A transmissão original estadunidense do episódio ocorreu na noite de 2 de março de 2020 através da rede de televisão AMC. Fora dos Estados Unidos, o episódio estreou no serviço de streaming da Netflix em vários países.
O episódio é focado no personagem Jimmy McGill (Bob Odenkirk) que vê-se forçado a assumir sua personalidade jurídica de boca grande "Saul Goodman" para organizar uma estratégia para libertar Domingo "Krazy-8" Molina (Maximino Arciniega) da prisão, a pedido de Lalo Salamanca (Tony Dalton), enquanto Kim Wexler (Rhea Seehorn) ausenta-se do seu trabalho de defensora pública pro bono para lidar com um cliente teimoso do banco Mesa Verde. O episódio é estrelado pela participação de Dean Norris, ator veterano de Breaking Bad que reprisou seu papel como o agente da DEA Hank Schrader, juntamente com Steven Michael Quezada que interpretou Steven Gomes, o parceiro de Hank. O showrunner Peter Gould declarou que trouxe Hank de volta para que o personagem ajudasse a conduzir a transformação de Jimmy em Saul.
O episódio foi bem recebido pela crítica especializada.

## Enredo
Nacho leva Jimmy até a base de operações de Lalo, e este último diz que já ouviu falar da reputação de Jimmy pelo seu primo Tuco. Lalo quer que Jimmy tire Domingo da prisão, fornecendo à DEA informações sobre os espiões de Gus Fring. Jimmy fica surpreso quando Lalo prontamente paga sua taxa antecipadamente. Mais tarde, quando Jimmy retorna para sua casa, ele diz a Kim que aquele foi o melhor dia de Saul Goodman do ponto de vista financeiro mas sem entrar em detalhes.
Mike fica bêbado em um bar e exige que o garçom tire um cartão postal do Teatro de Sydney, edifício no qual o pai de Werner havia trabalhado. No caminho para casa, um grupo de bandidos tenta roubar Mike, mas ele quebra o braço do líder e sai andando calmamente.
O pai de Nacho, Manuel, vai até a casa dele para conversar, revelando que alguém havia oferecido uma oferta para comprar sua loja de estofados por uma quantia muito além do que a loja realmente valia. Manuel acusa Nacho de ter tido a ideia dessa compra e se recusa a aceitá-la ou fugir, e também pede para que Nacho se explicasse.
Jimmy se encontra com Domingo na prisão e repassa o plano de Lalo. Quando os agentes da DEA, Hank Schrader e Steven Gomez, chegam para entrevistar Domingo, Jimmy intervém como o advogado de Domingo, Saul Goodman, providenciando que Domingo seja libertado e protegido como um informante anônimo e pessoal de Hank em troca dos locais de venda de drogas. Posteriormente, Lalo mostra-se satisfeito com os resultados de Jimmy e sugere sua participação em trabalhos futuros. Nacho percebe que Jimmy não está se sentido confortável de trabalhar para Lalo e o alerta que: "Quando você entra, você entra, e nunca mais sai." Naquela noite, Nacho informa para Gus sobre a libertação de Domingo. Gus decide manter os pontos de drogas pois, caso contrário, Lalo desconfiaria da existência de um informante dentro de sua organização. No entanto, Gus fica visivelmente frustrado e irritado pois isso lhe custará meio milhão de dólares.
Kim passa o dia trabalhando em casos pro bono até que recebe uma ligação de Rich exigindo que ela cuidasse pessoalmente de um dos negócios do Mesa Verde, um proprietário de Tucumcari, o Sr. Acker, que se recusa a deixar sua propriedade arrendada para dar lugar a um call center do banco. Quando Acker recusa um novo acordo e insulta Kim, ela fica cara a cara com ele para convencê-lo de que deveria aceitar o acordo. Apesar de Paige e os representantes do banco ficarem felizes com sua atitude, Kim está encrencada e, no meio do caminho para sua casa, ela decide dirigir de volta para Tucumcari. Tarde da noite, ela se aproxima do Sr. Acker tentando simpatizá-lo a se mudar e até oferece sua própria ajuda. Porém, o Sr. Acker diz que Kim age como alguém que fala tudo o que pode apenas para conseguir o que quer e novamente rejeita sua oferta. Em casa, Kim exprime suas frustrações jogando garrafas de cerveja da varanda com Jimmy.

## Produção

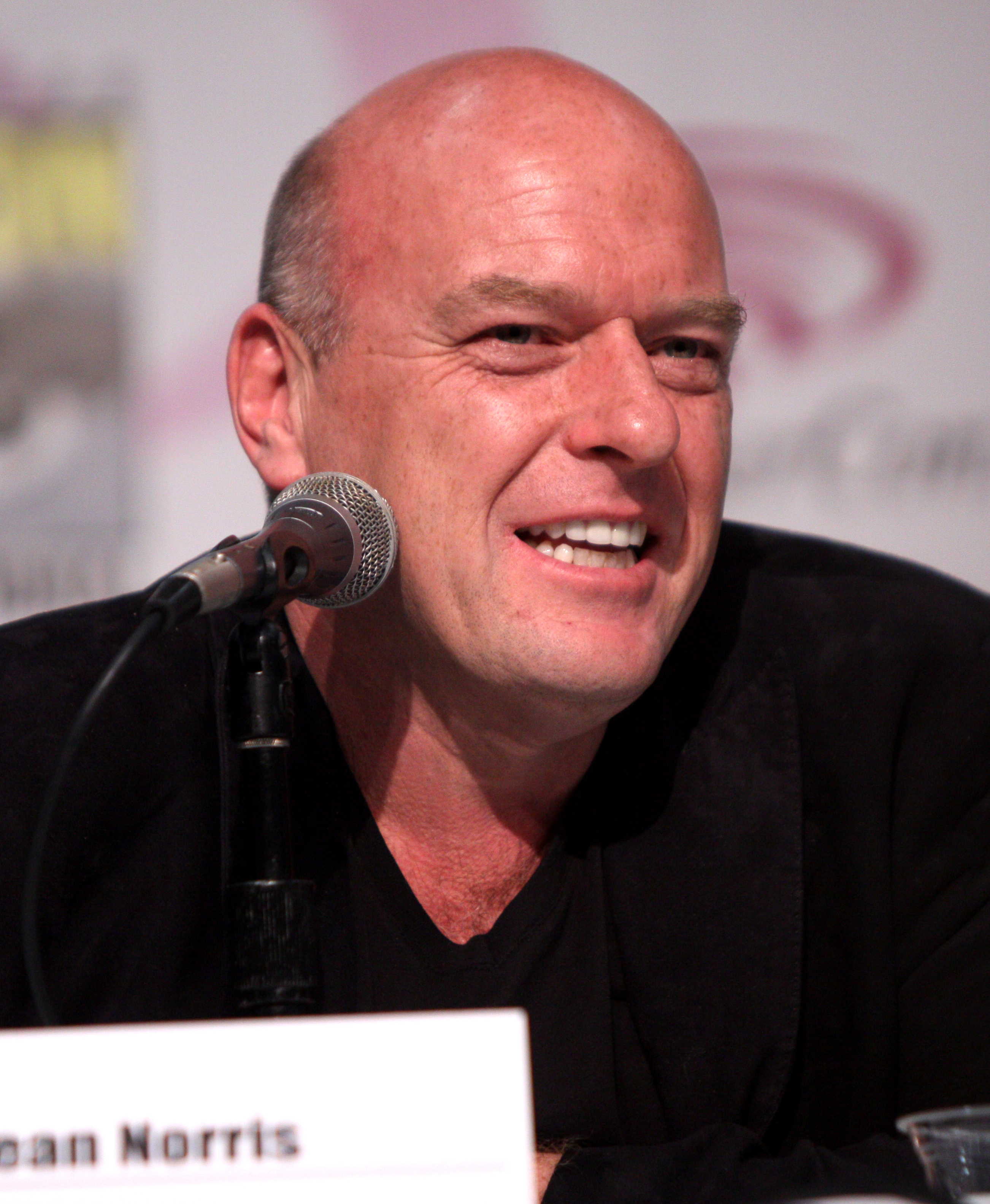
Dean Norris reprisa seu papel de Breaking Bad como Hank Schrader.

O episódio foi marcado pela participação especial de Dean Norris, reprisando seu papel principal em Breaking Bad como o agente da DEA Hank Schrader, juntamente com Steven Michael Quezada, que novamente interpreta Steven Gomez, o parceiro de Hank; Norris é o primeiro ator a aparecer em Better Call Saul após ter sido creditado no elenco principal durante todos os episódios da série Breaking Bad. Na época em que Better Call Saul estava nos seus primeiros estágios de desenvolvimento, Norris estava indisponível devido a seu trabalho estrelando como o protagonista de Under the Dome, mas havia expressado interesse em retornar. Norris disse que ele e o showrunner Peter Gould haviam conversado bastante antes de trazer Hank de volta em Better Call Saul, embora Norris tenha dito a Gould: "Apenas não deixe que seja um retorno gratuito, apenas para dizer que ele está nele". Norris disse que o Gould queria que Hank voltasse para agregar na transformação de Jimmy McGill em Saul Goodman, para que a participação de Hank não fosse meramente gratuita. O próprio Gould falou da necessidade de ter "algumas pessoas muito espertas na aplicação da lei que são oponentes dignos" de Jimmy, que o levariam a usar a persona de Saul Goodman ainda mais profundamente, sem necessariamente reconhecer todas as consequências dessas ações e, portanto, trazer sentido para que Norris retornasse para interpretar Hank. Norris declarou que achou fácil voltar ao personagem, particularmente como a versão de Hank antes de adquirir transtorno de estresse pós-traumático por ter matado Tuco em "Grilled", além de atuar ao lado de Quezada, que é seu amigo desde os dias de Breaking Bad.
O episódio abre e fecha com cenas envolvendo uma massa de formigas que devoram uma casquinha de sorvete que Jimmy deixou cair quando foi apanhado por Nacho. As filmagens foram feitas com cerca de duas mil formigas vermelhas, colhidas e devolvidas à natureza pelo treinador de animais Jules Sylvester. Eles usaram uma substância parecida com sorvete que não fosse tóxica para as formigas, mas que ainda as atraia, para agrupá-las em torno do sorvete e obterem as imagens que precisavam.

## Recepção

### Crítica
"The Guy for This" foi aclamado pela crítica especializada. De acordo com os dados agregados no Rotten Tomatoes, ele obteve uma classificação perfeita de 100% com uma pontuação média de 8.3 de 10 com base em 13 avaliações. O consenso crítico do site diz: "Better Call Saul presenteia os espectadores com um pedaço bem-vindo de Hank Schrader, em um capítulo sinistro que ilustra como as forças das trevas estão cercando Jimmy e Kim como formigas em um sorvete."

### Audiência
"The Guy for This" foi assistido por 1.18 milhões de telespectadores em sua transmissão original nos Estados Unidos, indicando um ligeiro aumento em relação ao índice de audiência do episódio exibido na semana anterior, que foi de 1.06 milhões.